# Ворошин, Владимир Иванович
Владимир Иванович Воро́шин (1910—2013) — помощник мастера, начальник цеха комбината «Трёхгорная мануфактура» имени Ф. Э. Дзержинского, лауреат Сталинской премии третьей степени (1950).

## Биография
Родился 3 (16 октября) 1910 года в деревне Быстрица (ныне — Юрьевецкий район, Ивановская область}} ). Член ВКП(б) с 1940 года. Рано осиротел, воспитывался в детдоме. После окончания школы ФЗо работал помощником мастера на ткацкой фабрике. В 1934—1935 годы служил в РККА.
В 1935—1971 годы — рабочий, помощник мастера, начальник первого ткацкого цеха, заместитель заведующего  комбината «Трёхгорная мануфактура» имени Ф. Э. Дзержинского (Москва), инициатор соревнования за высокую культуру труда и организацию производства.
Участник Великой Отечественной войны, лейтенант.
После демобилизации возглавил бригаду, в которой каждая ткачиха обслуживала 16 ткацких станков вместо 6 по норме. Без отрыва от производства окончил текстильный техникум.
Депутат ВС РСФСР 3-4 созывов, депутатом Моссовета, членом ЦК профсоюза работников текстильной промышленности.
Умер в 2013 году. Похоронен на Троекуровском кладбище (участок № 26).

## Признание
- Сталинская премия третьей степени (1950) — за разработку рациональных методов организации труда и производства в лёгкой промышленности, обеспечивших улучшение качества прод, укции и экономию сырья и материалов
- орден Отечественной войны II степени (6.4.1985)
- медаль «За оборону Советского Заполярья»
- медаль «За победу над Германией в Великой Отечественной войне 1941-1945 гг.»